# St. Magdalen, Straßburg
St. Magdalen je naselje v Občini Straßburg v Okraju Šentvid ob Glini na Koroškem v Avstriji.